# Troglosiro raveni
Troglosiro raveni – gatunek kosarza z podrzędu Cyphophthalmi i monotypowej rodziny Troglosironidae.

## Występowanie
Jak wszyscy przedstawiciele rodzaju jest endemitem Nowej Kaledonii. Znaleziony w Col des Rousettes na wysokości 490 m n.p.m..